# Петришенко, Игорь Викторович
Петришенко Игорь Викторович (бел. Петрышэнка Ігар Віктаравіч), (род. 19 октября 1965, деревня Неглюбка Ветковского района Гомельской области) — белорусский государственный деятель и дипломат. Первый заместитель Генерального секретаря Содружества Независимых Государств с 3 марта 2025 года.

## Биография
Родился 19 октября 1965 года в деревне Неглюбка Ветковского района Гомельской области. Окончил с золотой медалью Вильнюсское высшее командное училище радиоэлектроники ПВО (1986 г.), с отличием — Военный Краснознамённый институт по специальности «Правоведение» (1992 г.) и Академию управления при Президенте Республики Беларусь (1998 г.). 1986—1996 гг. — служба в Вооруженных Силах на офицерских должностях.
Является подполковником юстиции запаса.
- 1996—1999 гг. — советник, главный советник, начальник договорно-правового управления аппарата Министра по делам Содружества Независимых Государств Аппарата Кабинета Министров Республики Беларусь, затем Аппарата Совета Министров Республики Беларусь.
- 1999—2001 гг. — начальник управления межгосударственного сотрудничества Аппарата Совета Министров Республики Беларусь.
- 2001 г. — февраль 2003 г. — заместитель начальника главного управления международного сотрудничества и торговли — начальник управления международного сотрудничества Аппарата Совета Министров Республики Беларусь.
- Февраль — август 2003 г. — заместитель начальника управления России и Союзного государства Министерства иностранных дел Республики Беларусь.
- Август 2003 г. — декабрь 2007 г. — советник Посольства Республики Беларусь в Российской Федерации.
- Декабрь 2007 г. — февраль 2008 г. — начальник управления России и Союзного государства Министерства иностранных дел Республики Беларусь.
- Февраль 2008 г. — сентябрь 2012 г. — первый заместитель министра иностранных дел Республики Беларусь[1]. Входил в Рабочую группу Таможенного союза[2].
- 10 сентября 2012 г. был назначен на должность Чрезвычайного и Полномочного Посла Республики Беларусь в Российской Федерации[3].
- 18 августа 2018 г. — 3 марта 2025 г. — Заместитель Премьер-министра Республики Беларусь[4].
- с 3 марта 2025 года — первый заместитель Генерального секретаря СНГ[5].

22 ноября 2022 года Канада ввела персональные санкции против Петришенко.

## Семья
Женат, есть дочь.

## Награды
- Медаль «За вклад в создание Евразийского экономического союза» I степени (8 мая 2015 года)[7].
- Медаль «10 лет Евразийскому экономическому союзу» (26 декабря 2024 года)[8].
- Медаль «МПА СНГ. 25 лет» (27 марта 2017 года, Межпарламентская ассамблея СНГ) — за заслуги в деле развития и укрепления парламентаризма, за вклад в развитие и совершенствование правовых основ функционирования Содружества Независимых Государств, укрепление международных связей и межпарламентского сотрудничества[9].
- Почётная грамота Совета Министров Республики Беларусь (3 марта 2025 года) — за образцовое выполнение служебных обязанностей, высокий профессионализм, значительный личный вклад в социально-экономическое развитие Республики Беларусь[10].